# Paracrocampsa aulaeata
Paracrocampsa aulaeata är en insektsart som först beskrevs av Fowler 1989.  Paracrocampsa aulaeata ingår i släktet Paracrocampsa och familjen dvärgstritar. Inga underarter finns listade i Catalogue of Life.